# Idaea imbellis
Idaea imbellis är en fjärilsart som beskrevs av W. Warren 1906. Idaea imbellis ingår i släktet Idaea och familjen mätare. Inga underarter finns listade i Catalogue of Life.